# GmbH & Still
Als GmbH & Still wird die Beteiligung eines oder mehrerer stiller Gesellschafter an einer Gesellschaft mit beschränkter Haftung bezeichnet. Meistens handelt es sich dabei um eine „atypisch“ stille Gesellschaft.
Die GmbH mit atypisch stillem Teilhaber ist steuerlich eine Personengesellschaft (Mitunternehmerschaft), wenn sie atypisch ausgestaltet wird. Eine solche Ausgestaltung liegt vor, wenn der stille Gesellschafter Mitunternehmerinitiative entfalten kann und ein Mitunternehmerrisiko trägt. Die atypisch stille Gesellschaft ist gewerbesteuerpflichtig.